# Operacija Križar
Operacija Križar (angleško Operation Crusader) je bila britanska protiofenziva, ki je potekala konec leta 1941. S to operacijo so Britanci rešili obkoljeni Tobruk; nemško-italijanske sile so se umaknile na linijo Gazela.